# 俄罗斯波利亚纳 (鄂木斯克州)
俄罗斯波利亚纳（羅馬化：Russkaya Polyana）是俄罗斯鄂木斯克州的工人村（市级镇）、俄罗斯波利亚纳区行政中心及规模最大聚居地，地处鄂木斯克州南部，位于州府鄂木斯克东南方，靠近俄罗斯与哈萨克斯坦的国界。
该地2021年人口有6,152人；2010年人口5,922；2002年人口6,532；1989年人口7,997。